# Кешхурт
Кешхурт (азерб. Keşxurt) — село в Исмаиллинском районе Азербайджана.

## История
В период нахождения поселения в составе Российской Империи изначально территориально относилось к Шамахинской губернии, после ее упразднения — к Бакинской. По данным «Кавказского календаря» на 1856 год село Кешхурт населяли армяне, которые являлись последователями армянской церкви и между собой говорили по-армянски.  По данным на 1870 год, село относилось к селам Шемахинского уезда населенным исключительно армянами.